# Konrad Frey
Konrad Frey (Bad Kreuznach, 24 de abril de 1909 - Bad Kreuznach, 24 de maio de 1974) foi um ginasta alemão.
Com três medalhas de ouro e seis medalhas no total durante os Jogos Olímpicos de Verão de 1936, superou o colega de delegação Alfred Schwarzmann por uma prata, tendo a honra de se tornar o competidor mais bem sucedido em termos de total de medalhas obtidas e o melhor atleta de toda a nação alemã. O americano Jesse Owens conseguiu somente quatro medalhas, porém todas de ouro.
Em 1932, 1935 e 1937, Konrad Frey foi o campeão alemão do individual geral masculino. Depois da Segunda Guerra Mundial, voltou a trabalhar como professor.